# 只殺陌生人
《只殺陌生人》（英語：The Strangers: Prey at Night）是一部2018年美國恐怖電影，由約翰尼斯·羅勃茲執導，克莉絲汀娜·韓翠克絲、拜莉·麥迪遜、路易斯·普曼與馬丁·亨德森主演。該片為2008年電影《陌路狂殺》的續集。故事敘述一家人進行公路旅行的中途，打算在一間貨櫃屋過夜，但卻意外地遭到三名面具人持利器追殺，使他們為了生存而與對方展開衝突。
《只殺陌生人》於2018年3月9日在美國上映，並獲得了褒貶不一的評價；有影評人認為它比前作更具娛樂性，且具有對恐怖電影的諷刺，而另一些人則認為它較低劣且老調重彈。

## 劇情
故事敘述麥克和他的妻子辛蒂帶著他們的兒女參加了一場公路之旅，但當他們停留在一處神秘僻靜的貨櫃屋過夜時，三名蒙面精神病患者卻突然現身以滿足自己對鮮血的渴望。

## 演員
- 克莉絲汀娜·韓翠克絲 飾 辛蒂（Cindy）
- 馬丁·亨德森 飾 麥克（Mike）
- 拜莉·麥迪遜（英语：Bailee Madison） 飾 金賽（Kinsey）
- 路易斯·普曼 飾 路克（Luke）
- 愛瑪·貝洛米（Emma Bellomy） 飾 娃娃臉（Dollface）[8]
- 達米安·馬菲（英语：Damian Maffei） 飾 面具男
- 莉亞·愛斯蘭（Lea Enslin） 飾 海報女郎（Pin-Up）

## 發行
《只殺陌生人》於2018年3月9日在美國上映，並於2018年4月20日在臺灣上映。此電影前譯為《陌路狂殺2：午夜獵物》。

### 票房
在美國和加拿大，《只殺陌生人》與《玩命颶風》、《老闆好壞》和《時間的皺褶》共同競爭，它在第一天就得到了400萬美元的票房，其中包括週四晚上預告的610,000美元。它首次亮相為1040萬美元（第一部電影的2090萬美元開幕的一半），在《黑豹》和《時間的皺褶》之後的票房排名第三。

### 評價
在爛番茄上，該電影根據126條評論獲得40％的新鮮度，平均評分為5 / 10。在Metacritic上則獲得了48分。據CinemaScore調查，觀眾的評價在A+至F間落於「C」，低於前作的「B-」。

## 外部連結
- 官方网站
- 互联网电影数据库（IMDb）上《只殺陌生人》的资料（英文）
- 開眼電影網上《只殺陌生人》的資料（繁體中文）